# Сен-Жермен-де-Модеон
Сен-Жерме́н-де-Модео́н (фр. Saint-Germain-de-Modéon) — коммуна во Франции, находится в регионе Бургундия. Департамент коммуны — Кот-д’Ор. Входит в состав кантона Сольё. Округ коммуны — Монбар.
Код INSEE коммуны — 21548.

## Население
Население коммуны на 2010 год составляло 172 человека.
| 1962 | 1968 | 1975 | 1982 | 1990 | 1999 | 2010 |
| ---- | ---- | ---- | ---- | ---- | ---- | ---- |
| 264  | 279  | 195  | 222  | 173  | 152  | 172  |

## Экономика
В 2010 году среди 82 человек трудоспособного возраста (15—64 лет) 47 были экономически активными, 35 — неактивными (показатель активности — 57,3 %, в 1999 году было 52,4 %). Из 47 активных жителей работали 44 человека (25 мужчин и 19 женщин), безработных было 3 (1 мужчина и 2 женщины). Среди 35 неактивных 3 человека были учениками или студентами, 16 — пенсионерами, 16 были неактивными по другим причинам.